# Mi amigo Ángel
Pour plus de détails, voir Fiche technique et Distribution.
Mi amigo Ángel, est un moyen métrage dramatique hondurien réalisé par Sami Kafati et sorti en 1964.
Considéré comme le premier film entièrement produit au Honduras par un cinéaste professionnel, il dépeint la vie d'Angel, fils d'un père alcoolique et d'une mère au foyer.
Selon Ramsès Kafati, le fils du réalisateur, le héros du film a une parenté avec Antoine Doinel des 400 Coups de Truffaut : « C'est un film sur le thème, obsédant en Amérique latine, de la paternité irresponsable. Angel est un enfant des rues, livré à lui-même. La critique a été terrible, on a traité mon père de fou, de mauvais Hondurien, parce qu'il montrait la réalité sociale du pays et non ses beaux paysages ».

## Synopsis
Le film commence par des prises de vue aériennes de la capitale hondurienne, le Distrito Central, montrant Tegucigalpa et Comayagüela sur la place centrale et les ponts qui relient les deux villes.
Le film montre ensuite la vie quotidienne d'une famille modeste. Au réveil, une mère, son bébé et son père dorment dans un seul lit et l'aîné des enfants, Angel, dort par terre.
Angel part travailler comme cordonnier dans le centre de Tegucigalpa, tout en observant la vie quotidienne de la capitale, en compagnie de sa mère, qui va laver le linge à la rivière tout en s'occupant de son bébé.
Dans un parc de la capitale, il rencontre son ami, un autre garçon cordonnier, après qu'un cordonnier adolescent a essayé de lui prendre l'argent qu'il avait gagné. Ils décident tous deux d'aller nager dans la rivière, et le cordonnier adolescent les rejoint plus tard. Lorsqu'ils ont fini de jouer dans la rivière, ils partent tous pour retourner au travail, le cordonnier adolescent dit alors qu'il a perdu son couteau et retourne le chercher, tandis qu'ils continuent à marcher.
La mère du garçon cordonnier lave les vêtements dans la rivière tout en s'occupant du plus jeune, tandis que l'adolescent cordonnier la surprend et la force à avoir des relations sexuelles avec lui. Dans la scène suivante, deux garçons cordonniers vont fumer des cigarettes sous un pont. Lorsque le garçon revient, il regarde sa mère et l'adolescent cordonnier et s'en va en pleurant.

## Fiche technique
- Titre original espagnol : Mi amigo Ángel[4],[5]
- Réalisation : Sami Kafati
- Scénario : Sami Kafati
- Photographie : Sami Kafati
- Montage : Fernando Uribe Jacome
- Musique : Sami Kafati
- Production : Sami Kafati
- Pays de production :  Honduras
- Langue originale : espagnol
- Format : Noir et blanc - 35 mm
- Genre : film dramatique
- Durée : 32 minutes
- Dates de sortie : 
  - Honduras : octobre 1964

## Distribution
- Angel, le fils aîné de la famille.
- La mère d'Angel, interprétée par Ada Argentina Abraham.
- Pedrito (le jeune frère d'Angel)
- Le père d'Angel (ivre et endormi tout au long du film).
- Marcos, un cordonnier abusif, joué par Carlos Salgado.

Les acteurs jouant les personnages sont
- Roger Membreño
- Adib Kafati
- Fausto Cortez
- Oswaldo Juanez